# ASD Casciana Pelli Sport
Associazione Sportiva Dilettantistica Casciana Pelli Sport byl italský fotbalový klub sídlící ve městě Casciana Terme. Klub byl založen v roce 2011. V létě 2013 klub nepodal přihlášku pro následující ročník Promozione a byl poté následně rozpuštěn.

## Poslední soupiska
| Číslo |        | Pozice | Hráč               |
| ----- | ------ | ------ | ------------------ |
|       | Itálie | B      | Luca Passerai      |
|       | Itálie | B      | Matteo Profeti     |
|       | Itálie | O      | Luca Fargione      |
|       | Itálie | O      | Simone Filidei     |
|       | Itálie | O      | Simone Del Vita    |
|       | Itálie | O      | Giulio Meliani     |
|       | Itálie | O      | Tommaso Biestro    |
|       | Itálie | O      | Alessandro Nucci   |
|       | Itálie | Z      | Giacomo Pirrottina |

| Číslo |        | Pozice | Hráč                |
| ----- | ------ | ------ | ------------------- |
|       | Itálie | Z      | Tommaso Cedri       |
|       | Itálie | Z      | Fausto Falorni      |
|       | Itálie | Z      | Samuele Nacci       |
|       | Itálie | Z      | Lorenzo Andrisani   |
|       | Itálie | Z      | Filippo Bettarini   |
|       | Itálie | Z      | Maicol Baldasserini |
|       | Itálie | Ú      | Michael Novelli     |
|       | Itálie | Ú      | Leonardo Gherardi   |
|       | Itálie | Ú      | Fabrizio Ricci      |